# El Paraíso, Paso del Macho
El Paraíso är en ort i Mexiko.   Den ligger i kommunen Paso del Macho och delstaten Veracruz, i den sydöstra delen av landet, 260 km öster om huvudstaden Mexico City. El Paraíso ligger 491 meter över havet och antalet invånare är 175.
Terrängen runt El Paraíso är platt åt nordost, men åt sydväst är den kuperad. Runt El Paraíso är det ganska tätbefolkat, med 149 invånare per kvadratkilometer. Närmaste större samhälle är Cuitláhuac, 15,4 km söder om El Paraíso. Omgivningarna runt El Paraíso är en mosaik av jordbruksmark och naturlig växtlighet.